# زبان مائوری
مائوری (Māori) یا ته‌رئو یک زبان پلی‌نزیایی شرقی است که توسط مردم مائوری، جمعیت بومی نیوزیلند، گفتگو می‌شود. این زبان که ارتباط نزدیکی با مائوری جزایر کوک، تواموتویی و تاهیتیایی دارد، در سال ۱۹۸۷ به عنوان یکی از زبان‌های رسمی نیوزیلند شناخته شد. شمار گوشوران آن از سال ۱۹۴۵ به شدت کاهش یافته‌است اما تلاش‌ها برای احیای مائوری سرعت آن را کاهش داده‌است و این زبان، به ویژه از حدود سال ۲۰۱۵ به بعد احیا شده‌است.
سرشماری سال ۲۰۱۳ نیوزلند گزارش داد که حدود ۱۴۹٬۰۰۰ نفر، یا ۳٫۷٪ از جمعیت نیوزیلند به‌طور روزمره به مائوری گفتگو می‌کنند. در سال ۲۰۱۵، ۵۵٪ از بزرگسالان مائوری مقداری زبان را می‌دانستند. از این تعداد، ۶۴٪ در خانه به مائوری گفتگو می‌کردند و حدود ۵۰٬۰۰۰ نفر می‌توانستند به این زبان «خیلی خوب» یا «خوب» صحبت کنند.
زبان مائوری در آغاز سامانه نوشتاری بومی نداشت. مبلغین مذهبی که از حدود سال ۱۸۱۴ وارد نیوزیلند شدند، مائوری را فرا گرفتند و گونه‌ای از الفبای لاتین را برای نوشتن آن معرفی کردند. در سال ۱۸۲۰، یک املای آوایی برای مائوری معرفی و دستور خط آن بر اساس گویش شمالی پایه‌ریزی شد. مائوری میان واکه‌های بلند و کوتاه تفاوت قائل می‌شود. متون نوین معمولاً واکه‌های بلند را با یک ماکرون مشخص می‌کنند. برخی از متون قدیمی واکه‌های بلند با دو حرف نشان می‌دهند؛ برای نمونه Maaori به جای Māori.

## نام
نام مائوری در فارسی و انگلیسی نام خود زبان در میان گویشورانش است. در نیوزیلند اغلب از زبان مائوری به عنوان ته‌رئو («زبان») یاد می‌شود که کوتاه‌شده ته‌رئو مائوری («زبان مائوری») است.
مائوری در گذشته در انگلیسی به صورت Maori یا Maaori نوشته می‌شد اما امروزه املای آن به صورت Māori از زبان مائوری وارد انگلیسی شده‌است.

## تاریخ

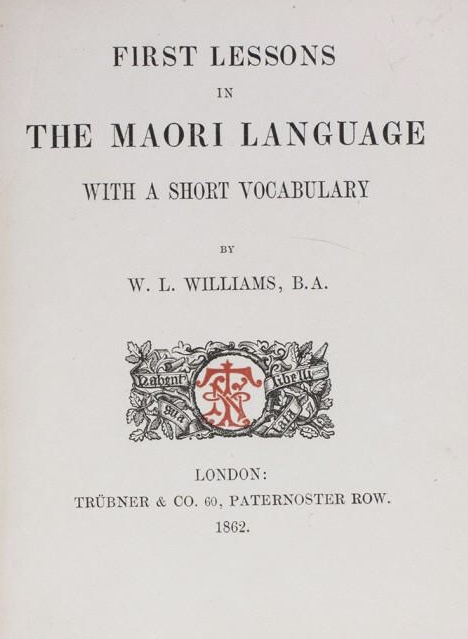
یک کتاب آموزش مائوری نوشته یکی از مبلغان مذهبی در سال ۱۸۶۲

### ریشه‌ها
طبق افسانه‌ها، مائوری‌ها از هاوایکی به نیوزیلند آمدند. نظریات کنونی انسان‌شناسی منشأ آنان شرق پلی‌نزی، بیشتر از جنوب جزایر کوک یا جزایر انجمن می‌داند و می‌گوید که آن‌ها احتمالاً در دو دوره با قایق به نیوزیلند وارد شدند. این مهاجرت‌ها احتمالاً در حدود سال ۱۲۸۰ میلادی رخ داده‌است. زبان آن و گویش‌هایش تا قرن نوزدهم بصورت منزوی گسترش یافت.
از حدود سال ۱۸۰۰، زبان مائوری تاریخ پر فراز و نشیبی داشته‌است. مائوری در این دوره به عنوان زبان غالب نیوزیلند پدیدار شد. در دهه ۱۸۶۰، مائوری در سایه انگلیسی که توسط بسیاری از مهاجران، مبلغان، طلاجویان و بازرگانان صحبت می‌شد، به یک زبان اقلیت تبدیل شد. در اواخر قرن نوزدهم، دولت‌های استعماری نیوزیلند و استان‌های آن یک سامانه آموزشی به زبان انگلیسی برای همه نیوزیلندی‌ها معرفی کردند. از اواسط دهه ۱۸۰۰، به دلیل قانون مدارس بومی، استفاده از مائوری در مدارس به آرامی از برنامه درسی حذف شد تا اروپایی‌تر شود. به مرور شمار فزاینده‌ای از مردم مائوری انگلیسی را یادگرفتند.

### انحطاط
تا زمان جنگ جهانی دوم (۱۹۳۹–۱۹۴۵)، بیشتر مردم مائوری به مائوری به عنوان زبان نخست خود گفتگو می‌کردند. عبادت و گفتگو در خانه به مائوری بود و سیاستمداران مائوری نیز جلسات سیاسی را به مائوری برگزار می‌کردند و شماری آثار ادبی به همراه چندین روزنامه به مائوری انتشار یافتند.
پیش از سال ۱۸۸۰، برخی از نمایندگان مجلس مائوری با مشکلاتی رو در رو بودند زیرا اقدامات پارلمان به زبان انگلیسی انجام می‌شد. با این حال، تا سال ۱۹۰۰، همه اعضای مائوری مجلس فارغ‌التحصیل دانشگاهی بودند و به روانی به انگلیسی صحبت می‌کردند. از این دوره تأکید بیشتری بر یادگیری زبان انگلیسی توسط مائوری‌ها شد، اما در زمان مهاجرت مائوری‌ها به مناطق شهری پس از جنگ جهانی دوم بود که شمار گویشوران مائوری به سرعت کاهش یافت. برخی از کودکان مائوری که در مدرسه با ته‌رئو صحبت می‌کردند تنبیه بدنی می‌شدند که این به کاهش استفاده از آن در دهه‌های ۱۹۴۰ تا ۱۹۸۰ کمک کرد.  تا دهه ۱۹۸۰، کمتر از ۲۰ درصد مائوری‌ها گویشور بومی زبان خود بودند. حتی بسیاری از آن افراد دیگر در خانه‌های خود به مائوری صحبت نمی‌کردند. در نتیجه، بسیاری از کودکان مائوری نتوانستند زبان نیاکان خود را بیاموزند و نسل‌های مائوری غیرمائوری زبان ظهور کردند.

### تلاش برای احیا
در دهه ۱۹۸۰، رهبران مائوری خطرات از دست دادن زبان خود را تشخیص داده و برنامه‌های بازیابی زبان مائوری مانند جنبش کوهانگا رئو را آغاز کردند که از سال ۱۹۸۲ بر آموزش مائوری به کودکان از نوزادی تا سن مدرسه تأکید می‌کرد. در سال ۱۹۸۵ اولین برنامه آموزش مائوری (سال‌های ۱ تا ۸) و پس از آن برنامه دوم (سال‌های ۹ تا ۱۳) بنیان‌گذاری شد. اگرچه احیای واقعی زبان در دهه ۱۹۸۰ و اوایل تا اواسط دهه ۱۹۹۰ با درک اینکه تعداد اندکی از گویشوران آن باقی مانده‌است و بیشتر گویشوران آن پیر هستند، رخ داد. این زوال هنوز هم ادامه دارد و اعتقاد بر این است که این روند چندین دلیل اساسی دارد. از جمله:
- از دست دادن مداوم گویشوران بومی پیر که پیشگام جنبش احیای زبان مائوری بوده‌اند
- رضایت خاطر از وجود نهادهای احیاگر
- نگرانی در مورد کیفیت، با وجود اینکه شمار آموزگاران خوب هرگز با تقاضا مطابقت ندارد (حتی در حالی که تقاضا کاهش یافته‌است)
- تنظیم بیش از حد و کنترل متمرکز، که باعث کنار کشیدن برخی از افراد حاضر جنبش شده‌است
- کمبود مداوم منابع آموزشی مورد نیاز برای آموزش برنامه درسی کامل به مائوری.[۱۶]

### احیا از سال ۲۰۱۵
از حدود سال ۲۰۱۵، زبان مائوری با محبوبیت روزافزون، به عنوان یک میراث ملی مشترک، حتی در میان نیوزیلندی‌های بدون ریشه مائوری دوباره احیا شد. بررسی‌های سال ۲۰۱۸ نشان داد که زبان مائوری در حال حاضر از جایگاه بالایی در جامعه مائوری برخوردار است و همچنین مورد قبول بیشتر نیوزلندی‌های غیرمائوری است.
با بالا رفتن جایگاه و ارج زبان، تقاضا برای کلاس‌های زبان نیز افزایش یافت. کسب و کارها خیلی سریع این روند را پذیرفتند، زیرا مشخص شد که استفاده از مائوری باعث می‌شود مشتری‌ها یک شرکت را «متعهد به نیوزیلند» بدانند. این زبان به‌طور فزاینده‌ای در رسانه‌ها و سیاست شنیده می‌شود. نخست‌وزیر جاسیندا آردرن - که به دخترش یک نام میانی مائوری داد - هنگامی که در سال ۲۰۱۸ با یک ضرب‌المثل مائوری به سران کشورهای مشترک المنافع طعنه زد، خبرساز شد. موفقیت گروه‌های موسیقی مائوری باعث افزایش بیشتر حضور زبان در رسانه‌های اجتماعی شده‌است.
در سال ۲۰۱۹، یک انتشارات کار در زمینه انتشار آثار ادبی محلی و بین‌المللی را به این زبان آغاز کرد. در سال ۲۰۱۹، یک بازی کارتی به مائوری توسط کارآفرینان هامیلتون ایجاد شد. در سال ۲۰۲۰، یک برند تجاری وجود داشت که هدف آن کمک به مادران بود که از طریق شاخت تائونگای دست‌ساز، به ترویج مائوری در خانه‌های خود کمک کنند.

## وضعیت رسمی

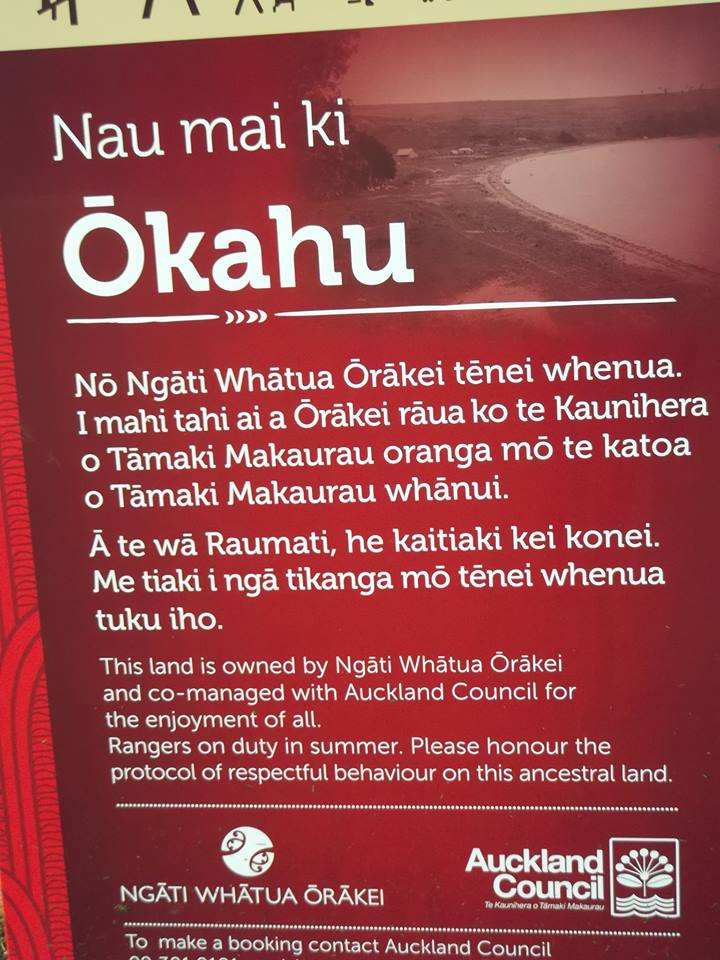
یک تابلو دوزبانه در نیوزیلند، بالا به مائوری و پایین به انگلیسی

نیوزیلند سه زبان رسمی دارد: انگلیسی، مائوری و زبان اشاره نیوزیلندی. مائوری با تصویب قانون زبان مائوری سال ۱۹۸۷ این جایگاه را بدست آورد. بیشتر ادارات و سازمان‌های دولتی اسامی دوزبانه دارند - برای نمونه وزارت امور داخلی و Te Tari Taiwhenua - و مکان‌هایی مانند دفاتر دولت محلی و کتابخانه‌های عمومی نیز دارای علائم دوزبانه هستند. پست نیوزیلند نام‌های محلی مائوری را در آدرس‌های پستی می‌پذیرد. قرارداد با آژانس‌های دولتی نیز می‌تواند به مائوری انجام شود، اما در عمل، این کار تقریباً همیشه به ترجمه همزمان نیاز دارد که استفاده روزمره از آن را محدود به مناطق جغرافیایی با اکثریت مائوری و موارد رسمی‌تر، مانند مشاوره عمومی، می‌کند. استفاده از نام مائوری نیوزیلند، آئوتئاروآ («سرزمین ابر کشیده سفید») رو به افزایش است، اگرچه این نام در اصل فقط به جزیره شمالی اشاره دارد.
در پارلمان نیوزلند در مواردی که یک عضو بخواهد به مائوری صحبت کند، یک مترجم حضور پیدا می‌کند. مائوری ممکن است در دادرسی‌های قضایی نیز استفاده شود، اما هر طرف که بخواهد این کار را انجام دهد باید از پیش به دادگاه اطلاع دهد تا مترجم در دسترس باشد. عدم اطلاع قبلی، مانع سخنرانی طرف به مائوری نمی‌شود، اما دادگاه تا زمان دسترسی به مترجم به تعویق می‌افتد و طرف باید مسئولیت‌های تأخیر را بپذیرد.

## دسته‌بندی
زبان‌شناسان تطبیقی مائوری را به عنوان یک زبان پلی‌نزیایی دسته‌بندی می‌کنند. مائوری به‌طور خاص به عنوان یک زبان پلی‌نزیایی شرقی متعلق به زیر گروه تاهیتیایی است که خود شامل مائوری جزایر کوک، مربوط به جنوب جزایر کوک و تاهیتیایی، مربوط به تاهیتی و جزایر انجمن، می‌شود. از دیگر زبان‌های مهم پلی‌نزیایی شرقی می‌توان به هاوایی، مارکیزی و زبان رپا نویی جزیره ایستر اشاره کرد.
جدول زیر مقایسه تلفظ برخی از واژگان مائوری با زبان‌های هم‌خانواده‌اش است.
|         | تونگایی   | نیوویایی  | هاموا     | راپا نویی | تاهیتیایی | راروتونگایی | مائوری    | هاوایی    |
| ------- | --------- | --------- | --------- | --------- | --------- | ----------- | --------- | --------- |
| rangi   | /laŋi/    | /laŋi/    | /laŋi/    | /ɾaŋi/    | /ɾaʔi/    | /ɾaŋi/      | /ɾaŋi/    | /lani/    |
| tokerau | /tokelau/ | /tokelau/ | /toʔelau/ | /tokeɾau/ | /toʔeɾau/ | /tokeɾau/   | /tokeɾau/ | /koʔolau/ |
| wahine  | /fefine/  | /fifine/  | /fafine/  | /hahine/  | /vahine/  | /vaʔine/    | /wahine/  | /wahine/  |
| whare   | /fale/    | /fale/    | /fale/    | /haɾe/    | /faɾe/    | /ʔaɾe/      | /ɸaɾe/    | /hale/    |
| matua   | /motuʔa/  | /motua/   | /matua/   | /matuʔa/  | /metua/   | /metua/     | /matua/   | /makua/   |

## پراکندگی جغرافیایی

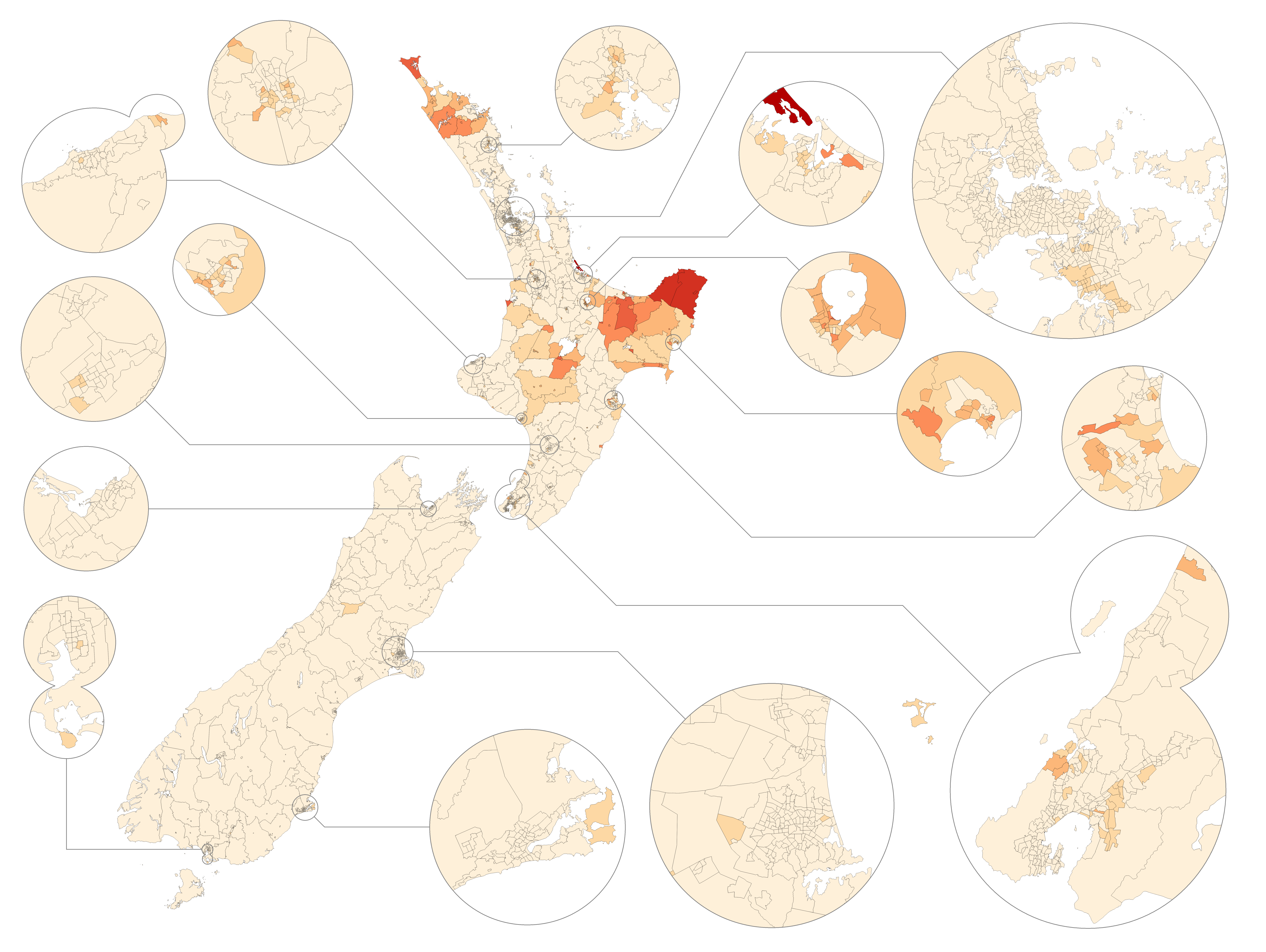
گویشوران مائوری بر اساس سرشماری سال ۲۰۱۳.
< ۵٪
۵–۱۰٪
۱۰–۲۰٪
۲۰–۳۰٪
۳۰–۴۰٪
۴۰–۵۰٪
> ۵۰٪

تقریباً همه گویشوران مائوری ساکن نیوزیلند هستند. برآورد تعداد گویشوران متفاوت است: آن تعداد در سرشماری سال ۱۹۹۶، ۱۶۰٬۰۰۰ نفر گزارش شده‌است در حالی که بر اساس برآورد کمیسیون زبان مائوری در سال ۱۹۹۵، حدود ۱۰٬۰۰۰ گویشور بزرگسال مسلط وجود داشته‌است. همان‌طور که در سرشماری ملی سال ۲۰۱۳ گزارش شد، فقط ۲۱٫۳۱ درصد از مائوری‌ها دانش گفتگو به زبان را داشتند و تنها حدود ۶٫۵ درصد از آنان، ۱٫۴ درصد از کل جمعیت مائوری‌ها، فقط به زبان مائوری صحبت می‌کردند. این درصد در سال‌های اخیر از حدود یک چهارم جمعیت به ۲۱ درصد کاهش یافته‌است. با این حال، تعداد گویشوران در همان سرشماری، ۳٫۷ درصد از کل جمعیت بود.
مائوری هنوز در برخی از مناطق عمدتاً مائوری‌نشین همچون نورثلند، اورورا و کیپ شرقی یک زبان پرکاربرد است. مهد کودک‌های مائوری‌زبان در سراسر نیوزیلند به‌طور انحصاری از مائوری استفاده می‌کنند. روز به روز شمار بیشتری از مادران مائوری فرزندان خود را به صورت دوزبانه تربیت می‌کنند.
شهرنشینی پس از جنگ جهانی دوم منجر به تغییر زبان گروه گسترده‌ای از مردم از بیشتر مائوری به بیشتر انگلیسی شد؛ بنابراین، مائوری‌زبانان تقریباً همیشه به صورت دو زبانه ارتباط برقرار می‌کنند و انگلیسی نیوزیلندی زبان اول یا دوم آن‌هاست. حدود ۹٬۰۰۰ نفر در این کشور فقط به مائوری صحبت می‌کنند.
استفاده از زبان مائوری در جوامع دور از وطن مائوری بسیار کمتر از خود نیوزلند است. داده‌های سرشماری از استرالیا آن را به عنوان زبان اصلی ۱۱٬۷۴۷ نفر نشان می‌دهد، که فقط ۸٫۲٪ از کل جمعیت مائوری استرالیا در سال ۲۰۱۶ است. با این حال، این فقط می‌تواند به دلیل مهاجرت بیشتر مائوری‌ها به استرالیا باشد.

## نوشتار
در ابتدا هیچ سامانه نوشتاری بومی برای مائوری وجود نداشت. گفته شده‌است که سنگ‌نگاره‌های ماوری‌ها مشابه سنگ‌نگاره‌های رونگورونگو جزیره ایستر بوده‌است. با این حال، هیچ مدرکی وجود ندارد که این سنگ نگاره‌ها به یک خط واقعی نوشته شده باشند.
الفبای نوین مائوری دارای ۱۵ حرف و دو دونگاره است. پنج واکه دارای دو گونه کوتاه و بلند هستند که گونه‌های بلند که با ماکرون در بالای آن‌ها مشخص می‌شوند - Ā، Ē، Ī، Ō و Ū. تلاش برای نوشتن کلمات مائوری با استفاده از خط لاتین توسط کاپیتان جیمز کوک و دیگر کاوشگران اولیه، با درجات مختلف موفقیت آغاز شد. به نظر می‌رسد که همخوان‌ها بیشترین دشواری را ایجاد کرده‌اند، اما واکه‌های متوسط و پایانی غالباً در منابع اولیه از بین رفته‌اند. جدول زیر حروف الفبای مائوری را نشان می‌دهد.
| A | Ā | E | Ē | H | I | Ī | K | M | N | Ng | O | Ō | P | R | T | U | Ū | W | Wh |
| a | ā | e | ē | h | i | ī | k | m | n | ng | o | ō | p | r | t | u | ū | w | wh |

## واج‌شناسی
مائوری دارای پنج واکه و ده همخوان است.
|       | پیشین         | مرکزی         | پسین          |
| ----- | ------------- | ------------- | ------------- |
| بسته  | ⟨i⟩ [i], [iː] | ⟨u⟩ [ʉ], [uː] | ⟨u⟩ [ʉ], [uː] |
| میانه | ⟨e⟩ [ɛ], [eː] |               | ⟨o⟩ [ɔ], [oː] |
| باز   |               | ⟨a⟩ [ɐ], [ɑː] | ⟨a⟩ [ɐ], [ɑː] |

|         | لبی       | لثوی  | نرم‌کامی | چاکنایی |
| ------- | --------- | ----- | ------- | ------- |
| خیشومی  | m         | n     | ng [ŋ]  |         |
| انسدادی | p         | t     | k       |         |
| سایشی   | wh [f, ɸ] |       |         | h       |
| زنشی    |           | r [ɾ] |         |         |
| ناسوده  | w         |       |         |         |

## گویش‌ها

گویش‌های جزیره شمالی

بیگز پیشنهاد کرد که از نظر تاریخی دو گروه عمده گویشی وجود دارد، گویش شمالی و گویش جنوبی که گویش جنوبی مائوری منقرض شده‌است. بیگز تحلیل کرده‌است که جزیره شمالی مائوری شامل یک گروه غربی و یک گروه شرقی است که مرز بین آن‌ها تقریباً در امتداد محور شمال به جنوب جزیره است.
در این تقسیمات گسترده، تغییرات منطقه‌ای رخ می‌دهد و مناطق مختلف گونه‌های قبیله‌ای را نشان می‌دهند. تفاوت عمده در تلفظ واژگان، نوع واژگان و اصطلاحات وجود دارد. یک گویشور روان مائوری مشکلی در درک گویش‌های دیگر ندارد.
از نظر دستور زبان بین گویش‌ها تفاوت قابل توجهی وجود ندارد. بیشتر گونه‌های قبیله‌ای در دستور زبان نتیجه اولویت‌بندی هستند: گویشوران یک منطقه ممکن است یک گونه دستوری را به دیگری ترجیح دهند، اما احتمالاً گاهی از فرم غیرترجیحی نیز استفاده می‌کنند یا حداقل آن را می‌شناسند و می‌فهمند. واژگان و تلفظ در میزان‌های مختلفی متفاوت هستند، اما این مانعی برای برقراری ارتباط ایجاد نمی‌کند.

## نمونه‌ها
| فارسی                               | مائوری                        |
| ----------------------------------- | ----------------------------- |
| سلام (به یک نفر)                    | Tēnā koe                      |
| سلام (به دو نفر)                    | Tēnā kōrua                    |
| سلام (به سه نفر یا بیشتر)           | Tēnā koutou                   |
| سلام (غیررسمی)                      | Kia ora                       |
| خوش آمدید                           | Nau mai / Haere mai           |
| حالت چطور است؟ (به یک نفر)          | Kei te pēhea koe?             |
| حالت چطور است؟ (به دو نفر)          | Kei te pēhea kōrua?           |
| حالت چطور است؟ (به سه نفر یا بیشتر) | Kei te pēhea koutou?          |
| خوبم، ممنون                         | Kei te pai ahau.              |
| نام تو چیست؟                        | Ko wai tō ingoa?              |
| نام من ______ است                   | Ko ______ tōku ingoa.         |
| لطفاً                                | koa                           |
| سپاسگزارم                           | kia ora                       |
| بله                                 | āe                            |
| نه                                  | kāo                           |
| خدانگه‌دار (به کسی که می‌ماند)        | E noho rā                     |
| خدانگه‌دار (به کسی که می‌رود)         | Haere rā                      |
| خدانگه‌دار (غیررسمی)                 | Hei konei rā                  |
| می‌توانی انگلیسی صحبت کنی؟           | Kei te kōrero reo Pākehā koe? |
| صبح بخیر                            | Ata mārie                     |
| عصر بخیر                            | Ahiahi mārie                  |
| شب بخیر                             | Pō mārie                      |
| من نمی‌فهمم                          | Kaore au i te orotau.         |
| دستشویی کجاست؟                      | Kei hea te wharepaku?         |